# Romancoke
Romancoke es un lugar designado por el censo ubicado en el condado de Queen Anne en el estado estadounidense de Maryland. En el Censo de 2020 tenía una población de 1855 habitantes y una densidad poblacional de 373,99 habitantes por km². Fue incluido como CDP en el censo de 2020. 

## Geografía
Romancoke se encuentra ubicado en las coordenadas 38°52′52″N 76°20′11″O / 38.88111, -76.33639. Según la Oficina del Censo de los Estados Unidos,  tiene una superficie total de 4,96 km², de la cual 3,29 km² corresponden a tierra firme y 1,67  km² a agua.